# Суджукская лагуна
Суджу́кская лагу́на (озеро Солёное, среди местного населения «лиман») — памятник природы (вместе с Суджукской косой) на северо-востоке Чёрного моря в городе Новороссийск.

## Происхождение названия
Топоним происходит от названия турецкой крепости Суджук-кале, которая ранее располагалась в окрестностях этой лагуны.

## История возникновения
Суджукская лагуна (вместе с Суджукской косой) возникла благодаря прибойной деятельности морских волн и накоплению морских наносов. При понижении уровня моря, которое произошло 1500—2000 лет назад, в зоне прибоя оказалась плоская поверхность более глубокой части морского дна. Тогда волны начали перемещать наносы в направлении берега. В этой зоне, где после забурунивания энергия волн значительно падала, наносы частично задерживались на дне, и постепенно формировался мощный подводный вал. При дальнейшем развитии процесса (при повышении уровня моря) вершина вала появилась на поверхности моря узкой наносной полосой, которая отстоит довольно далеко от берега и называется береговым баром. Пространство воды за баром, полностью или частично отделённое от моря называется лагуной.

## География

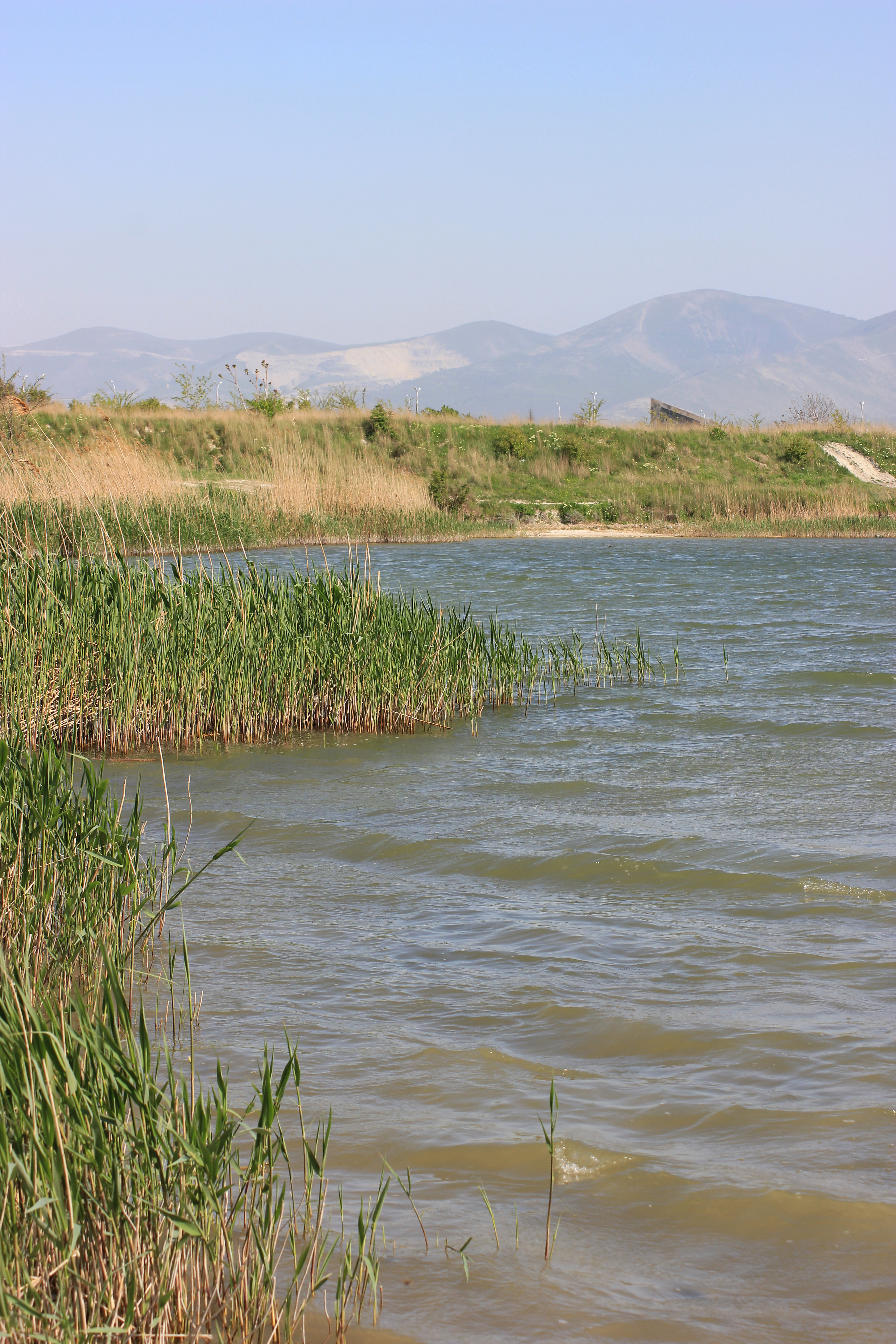
Северо-западный берег Суджукской лагуны, поросший тростником. На втором плане — Маркотхский хребет

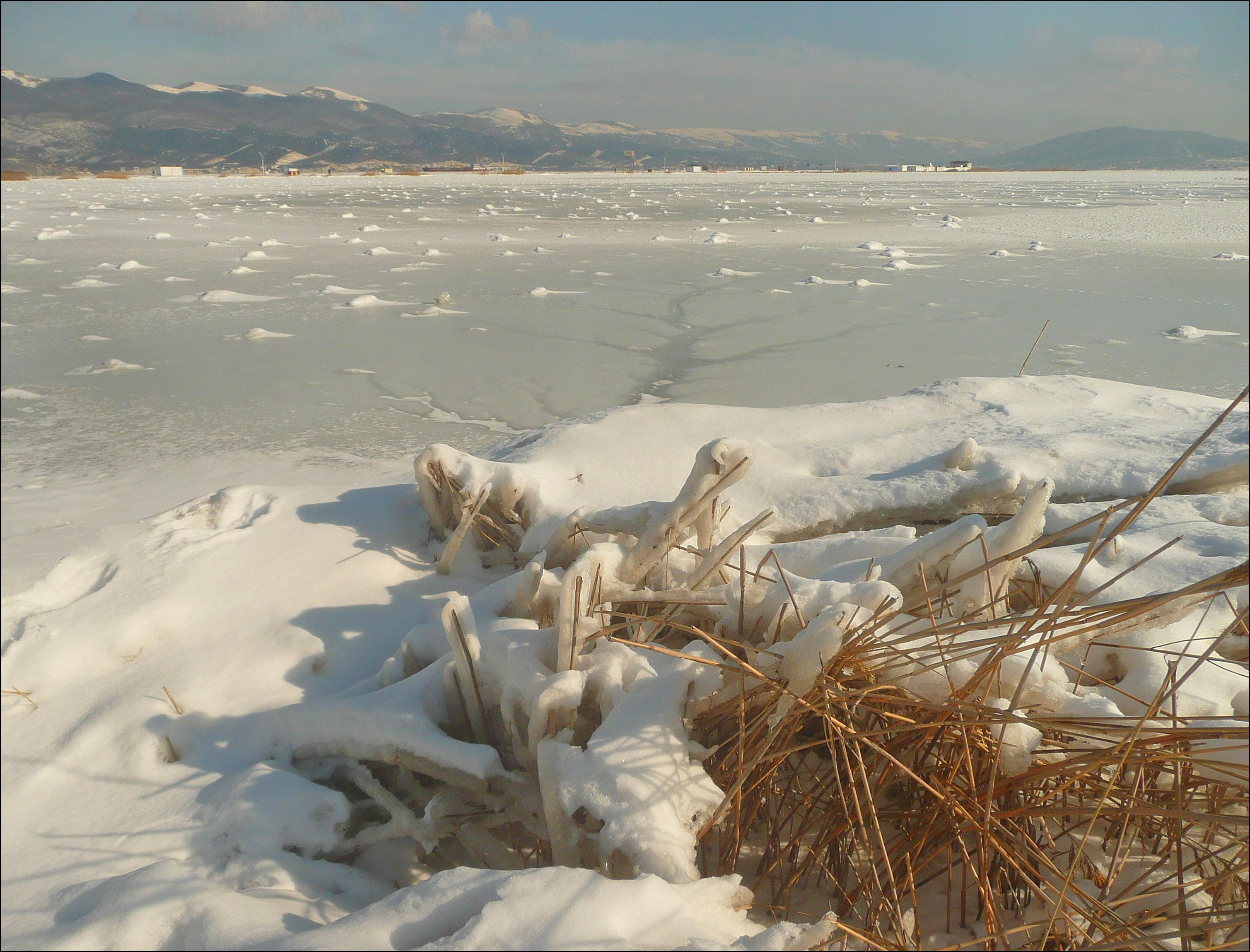
Суджукская лагуна, отделённая от относительно тёплой Цемесской бухты Суджукской косой на время длительных холодов замерзает

Лагуна отделена от Цемесской бухты с востока пересыпью, сложенной галькой, илом и песком, шириной 25—70 м и с юга галечной косой шириной 10—15 м. Площадь лагуны около 30 га (0,3 км²), площадь лагуны вместе с косой составляет 0,54 км². Эта величина является непостоянной, так как конфигурация и косы, и лагуны изменчива. По форме лагуна напоминает треугольник. С морем лагуна соединяется небольшим каналом в юго-западной части у материкового берега. На западном, коренном берегу прослеживается ритмичное переслаивание песчаников, алевритов и мергелей. Из ручьёв и родников в водоёмы попадает пресная вода. Средняя глубина уплощённого дна — 0,85 м, максимальная не превышает 1,5 м. Дно на 90 % покрыто мягким илом серого цвета, в некоторых местах с запахом сероводорода. Дно лагуны в северной и центральной её частях сложено илистыми и илисто-песчаными грунтами. В южной части появляются ракушечниковый и галечниковый материал. Вдоль береговой линии у косы по дну протягивается полоса гальки. Температурный режим и солёность воды подвержена сезонным колебаниям. Периодически лагуна соединяется с морем каналом, который может образовываться или в результате прорыва косы штормами, или восстанавливается ближайшим рыболовецким хозяйством. Нередко канал замывается штормами и тогда лагуна превращается в замкнутое, хорошо прогреваемое озеро. Изменение гидрологического режима при прорыве канала приводит к вымыванию из акватории тонких илистых фасций, в результате чего изменяется характер грунтов в лагуне. В соответствии с изменяющимися экологическими условиями изменяется и характер растительности. У произрастающих в лагуне рдестов, харовых, красных, зелёных и бурых водорослей при изменениях гидрологического режима наблюдается нарушение развития фитоценозов, изменения биомассы и урожайности.

## Животный и растительный мир

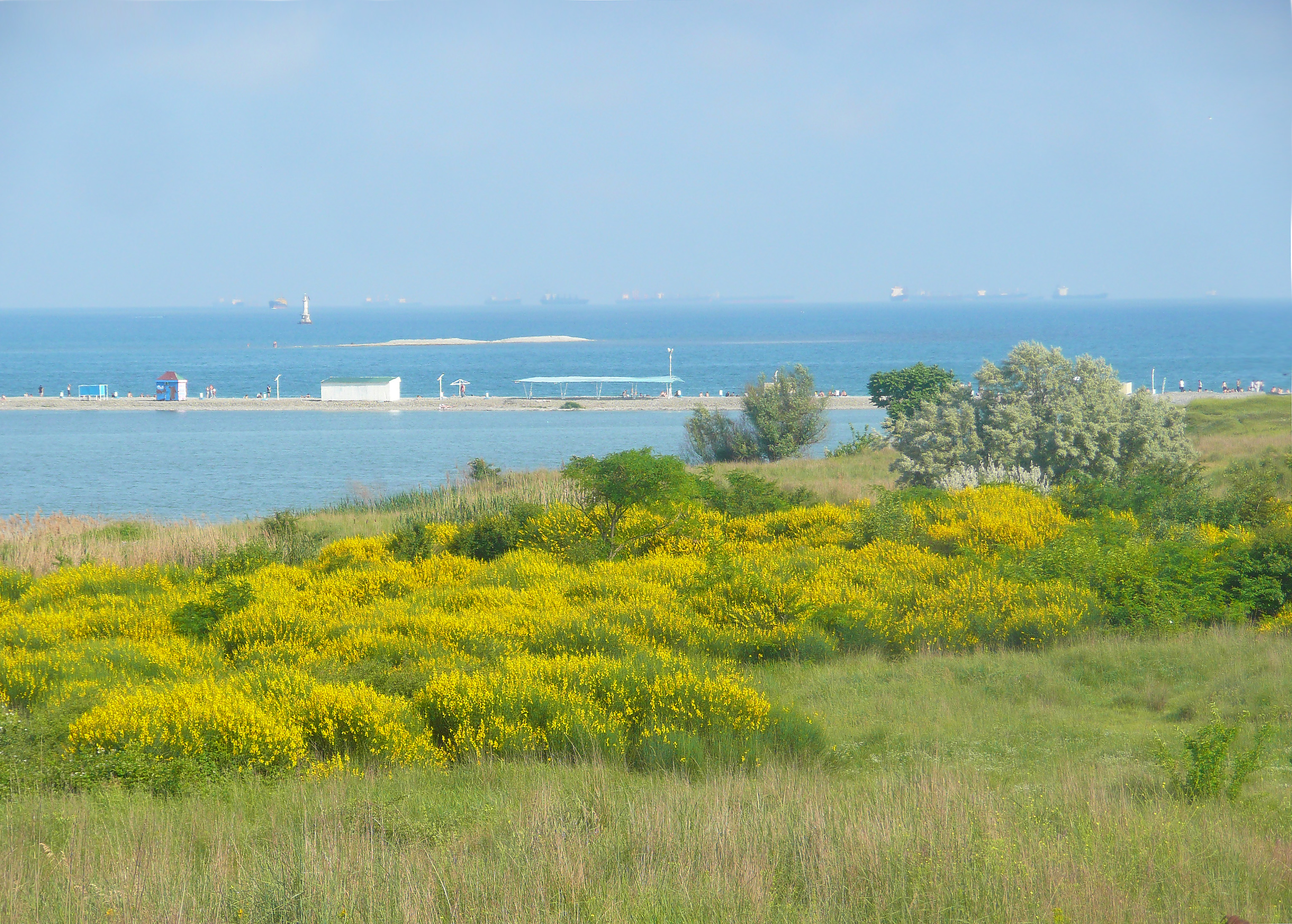
Вид на юго-западную часть лагуны с Дендропарка. На переднем плане — популяция дикорастущего метельника ситникового (Spartium junceum) — субтропического декоративно цветущего растения. Далее — Суджукская коса, за которой — остров Суджук, являющийся возвышением её подводного продолжения. 30 мая 2010 г.

Экосистема Суджукской лагуны отличается высоким динамизмом и чрезвычайной уязвимостью. В то же время сохраняется её значение как бассейна для нагула рыбы. В холодное время года она служит убежищем для лебедей и других водоплавающих птиц. Это уникальная кормовая база для нагула молодых рыб. В. В. Громов проводил исследования лагуны и обнаружил 19 видов рыб: шпрот, хамса, атерины, сингиль, лобан, барабуля, смариды и др., 22 вида зоопланктона, 40 видов бентосных беспозвоночных, 15 видов моллюсков, 14 видов ракообразных.
Водная растительность представлена руппией, красной водорослью лофосифонией — типичным представителем растительности лагунного типа. Впервые растительность Суджукской лагуны была исследована в 1924 году В. М. Арнольди: «Среди цветковых в лагуне встречаются Ruppia maritima rostellata, Potamogeton marinus и Zostera marina». Среди донной растительности немало кладофоры, талломы которой достигают 30—50 см, энтероморфы. В северо-западной и южной частях лагуны распространены сообщества лофосифониево-руппиево-кладофоровые, у восточных берегов присоединяется энтоморфа. По берегу произрастают полыни (Artemisia maritima, Artemisia abortatum), золототысячник колосовидный (Centaurium spicatum), клевер шершавый (Trifolium scabrum), морская горчица эвксинская (Cakile euxina), солянка сорная (Salsola tragus), сведа стелющаяся (Suaeda prostrata), качим пронзённолистный (Gypsophilla perfoliata). На берегу Суджукской лагуны имеют место лугово-степные сообщества, где произрастают луговик средний (Deschampsia media), бельвалия сарматская (Bellevalia sarmatica), штернбергия колхикоцветная (Sternbergia colchiciflora), бассия очитковидная (Bassia sedoides), ясколка клейкая (Cerastium glutinosum), астрагал крючковатый (Astragalus hamosus).

## Экологическое состояние и значимость объекта
Исследования в 1995—1997 гг. в лагуне общественной организации «Ноев Ковчег» показали, что уровень солёности приближается к морскому, что и привело к изменениям в живом мире лагуны. Прогноз на будущее: гибель и постепенное превращение лагуны в болото. Видимо, то, что проход чаще закрыт, чем открыт, в комплексе с накоплением на территории и попаданием отходов в лагуну, привело к резкому накоплению иловых отложений и к тому, что число видов рыб, обнаруженных в лагуне, каждый год уменьшается. Главная ценность лагуны в том, что здесь нагуливается рыба. В ней — 15 видов зоопланктона, причём количество его до сих пор на порядок выше, чем в бухте. В общем, как считают «ковчеговцы» и привлечённые ими специалисты морской биостанции и Черноморской районной рыбинспекции, Суджукская лагуна — это уникальный водоём, который должен сохранить свой статус памятника природы и служить рыбакам и людям.
В настоящее время — это излюбленное место отдыха, и максимум рекреационной нагрузки приходится на июль—август.
Суджукская лагуна является уникальным водным бассейном, отличающимся высоким динамизмом биохимическим процессов. Большое значение имеет её роль в нагуле рыбы и как места зимовки водоплавающих птиц. Находясь в пределах крупного промышленного города, лагуна вместе с косой имеет большое значение в его рекреационном хозяйстве.
Для сохранения раритетного природного объекта необходимо регламентировать рекреационную нагрузку, запретить все виды хозяйственной деятельности, наносящие вред экосистемам лагуны, организовывать централизованный и постоянный вывоз бытовых отходов. Для воссоздания нормального функционирования экосистемы лагуны и возобновления циркуляции воды необходимо соединить каналом лагуну и бухту, что будет препятствовать заилению.
Значение объекта: экологическое, научное, эстетическое, рекреационное.